# Acalypha lignosa
Acalypha lignosa é uma espécie de flor do gênero Acalypha, pertencente à família Euphorbiaceae.